# ナルヴァ川
ナルヴァ川（ナルヴァがわ、エストニア語:Narva jõgi）は、ペイプシ湖からエストニアのナルヴァ、ロシアのイワンゴロド両市の間を流れフィンランド湾に注ぐ、両国の国境線となる川である。1956年にナルヴァ貯水湖（貯水量：191km2）が造られた。川の全長は75km、川幅の平均は300m水深は5mで、最大の支流はプリュッサ川である。
ナルヴァ文化とナルヴァ市の名前の由来となった。

## 支流
- プリュッサ川
- ペイプシ湖
  - ヴェリーカヤ川